# Загужани (Велицький повіт)
Заґужани (пол. Zagórzany) — село у Польщі, у гміні Гдув Велицького повіту Малопольського воєводства.
Населення — 548 осіб (2011).

## Демографія
Демографічна структура станом на 31 березня 2011 року:
|          | Загалом | Допрацездатний вік | Працездатний вік | Постпрацездатний вік |
| -------- | ------- | ------------------ | ---------------- | -------------------- |
| Чоловіки | 261     | 70                 | 170              | 21                   |
| Жінки    | 287     | 74                 | 153              | 60                   |
| Разом    | 548     | 144                | 323              | 81                   |